# Evans Kiprop Cheruiyot

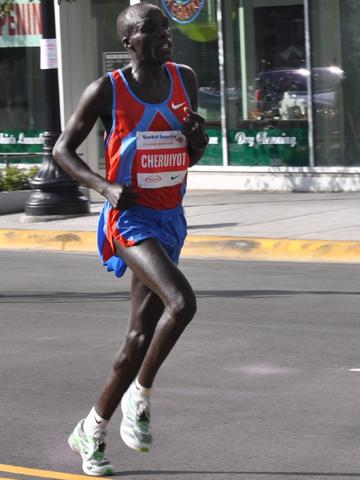
Evans Kiprop Cheruiyot beim Chicago-Marathon 2008

Evans Kiprop Cheruiyot (* 10. Mai 1982 in Kapkoi, Elgeyo-Marakwet County) ist ein kenianischer Langstreckenläufer, der auf der Halbmarathon- und der Marathonstrecke erfolgreich ist.

## Werdegang
Cheruiyot begann mit dem Laufsport während seiner Ausbildung zum Mechaniker beim National Youth Service (NYS). Im Oktober 2004 gewann er bei seinem Debüt über diese Strecke den Halbmarathon von Nairobi. 2005 startete er mit Erfolg bei Straßenläufen in Frankreich, wurde jedoch von seinem Agenten um sein Geld geprellt und musste zusammen mit einer Gruppe von 14 weiteren Athleten die Hilfe der kenianischen Botschaft in Anspruch nehmen, um in die Heimat zurückkehren zu können.
2006 gewann er, nun vom Manager Federica Rosa betreut, den Halbmarathon von Udine in 1:00:18 h und wurde Zweiter beim Berliner Halbmarathon in 59:29 min. Im darauffolgenden Jahr wurde er Dritter beim Berliner Halbmarathon in 59:48 min, siegte beim Rotterdam-Halbmarathon in 59:12 min und wurde mit seiner bislang besten Zeit Dritter bei den Straßenlauf-Weltmeisterschaften 2007 in 59:05 min.
Beim Mailand-Marathon 2007, seinem Debüt über diese Distanz, siegte er in 2:09:16 h. 2008 gewann er den Chicago-Marathon in 2:06:25 h, und 2009 wurde er Achter beim Boston-Marathon.
Im April 2015 gewann er in 2:09:40 h den Enschede-Marathon.